# 花磚錐折螺
花磚錐折螺（学名：Triphora tessellata）为左錐螺科左錐螺屬下的一个种。